# Arciprestazgo de Fuenlabrada
El Arciprestazgo de Fuenlabrada, es un arciprestazgo español que está bajo la jurisdicción del Obispado de Getafe y está compuesto por las siguientes parroquias:
| Parroquias                                     |
| ---------------------------------------------- |
| Iglesia de María Auxiliadora                   |
| Iglesia de Nuestra Señora de Belén             |
| Iglesia de Nuestra Señora de Fátima            |
| Iglesia de la Sagrada Familia                  |
| Iglesia de San Esteban Protomártir             |
| Iglesia de San Francisco y Santa Clara de Asís |
| Iglesia de San José                            |
| Iglesia de San Juan Bautista                   |
| Iglesia de San Benito Menni                    |
| Iglesia de Santa Ana                           |
| Iglesia de Nuestra Señora de la Anunciación    |